# Палата депутатов Боливии
Палата депутатов (исп. Cámara de Diputados) — нижняя палата двухпалатного парламента Боливии Многонационального законодательного собрания. Зал заседаний находится в здании Законодательного дворца на площади Мурильо в Ла-Пасе.

## История
После принятия Конституции 1831 года Национальный конгресс состоял из Сената и Палаты представителей. В 1861 году нижняя палата стала Палатой депутатов. Несколько лет спустя, после реформы Великой хартии вольностей 1868 года, Палата депутатов снова стала называться Палаты представителей. Однако в 1871 году нижняя палата вновь стала Палатой депутатов.

## Состав
Палата депутатов состоит из 130 членов, избираемых по смешанной избирательной системе. Из них 70 депутатов избираются в одномандатных избирательных округах по системе относительного большинства, из которых 7 округов являются специальными округами для коренных народов. Остальные 60 депутатов избираются на пропорциональной основе по партийным спискам отдельно по каждому департаменту страны.
Депутаты Палаты избираются на пятилетний срок. Члены палаты на день выборов должны быть не моложе 25 лет. В партийных списках должны чередоваться мужчины и женщины, а в одномандатных округах мужчины должны баллотироваться с заместителем-женщиной, и наоборот. Не менее 50 % депутатов от одномандатных округов должны быть женщинами.